# Sergej Vitte
Greve Sergej Juljevitj Vitte (russisk: Сергей Юльевич Витте, tr. Sergej Juljevitj Vitte; født 29. juni 1849 i Tbilisi, død 13. marts 1915 i Skt. Petersborg), også kendt som Sergius Witte var en russisk politiker, der stod i spidsen for den omfattende industrialisering af Det Russiske Kejserrige. Han var desuden forfatter til Oktobermanifestet fra 1905, der var forgængeren for Ruslands første konstitution fra 1906. Vitte var finansminister fra 1892 til 1903 og statsminister fra 1905 til 1906.
Vitte voksede op Kaukasus og blev uddannet i matematik fra Novorossijsk-universitetet i Odessa. Han arbejdede i størstedelen af 1870'erne og 1880'erne i det private erhvervsliv, bl.a. indenfor jernbanesektoren. Fra 1889-1891 og blev i 1892 transportminister. Under hans ledelse blev en ambitiøs plan for jernbanebyggeri vedtaget, der bl.a. omfattede den transsibiriske jernbane. Han blev finansminister i 1892. Under hans tid som finansminister gennemgik Rusland en periode med massiv økonomisk vækst, og Vitte arbejdede aktivt for, at udenlandske investorer gik ind i Rusland. Da han trak sig tilbage som minister i 1903, blev han formand for det russiske ministerråd.